# Краят на света
 Тази статия е за картината.  За филма от 2013 г. вижте Краят на света (филм).  
„Краят на света“, известна също като „Великият ден на гнева Му“, е маслена картина, нарисувана от британския художник Джон Мартин в периода 1851 – 1853 г.

## Описание
Според Франсис Кери картината показва „унищожението на Вавилон и на материалния свят от природни катаклизми“. Тя е отговор на набиращата сила в Лондон индустриализация, като се прави аналогия между метрополиса от 19 век и античния Вавилон. Други учени, като Уилям Фийвър, виждат картината като „срутването на Единбург“. Чарлс Стъки е скептичен за връзката с Единбург.
Според музея „Тейт“ на платното е изобразен откъс от библейската книга „Откровение на Йоан“ (6:12 – 17):
| „ | И видях, когато сне шестия печат, и ето, стана голям трус, и слънцето стана черно като струнено вретище, и месечината стана като кръв; звездите пък небесни паднаха на земята, както смоковница, разлюляна от силен вятър, хвърля незрелите си смокини; и небето се дръпна и се нави като свитък, и всяка планина и остров се отместиха от местата си; и земни царе, и велможи, и богати, и хилядоначалници, и силни, и всеки роб и свободник се скриха в пещери и планински скали, казвайки на планините и на скалите: паднете върху нас и скрийте ни от лицето на Оногова, Който седи на престола, и от гнева на Агнеца, защото дойде великият ден на гнева Му, и кой може устоя? | “ |

Леополд Мартин, син на художника, твърди, че баща му е бил вдъхновен за тази картина от нощно пътуване из Черната провинция (название за област в Англия, включващо части от Уест Мидландс, Бирмингам и Улвърхамптън). Това води някои учени до заключението, че бързата индустриализация на Англия в началото на 19 век силно е повлияла на Мартин.
Картината често е използвана в съвременната култура – като корица на книги, сред които „Меса за Апокалипсиса“ и „Изучаване на Откровението“; като обложка на албума „Heresy“ на Lustmord. Включена е в интериора на стая от компютърната игра Zork Nemesis.
Тя е сред 3-те картини, съставляващи триптиха „Последният съд“.

## Излагане
Докато рисува картината, Мартин получава сърдечен удар на 12 ноември 1853 г., в резултат от който се затруднява говорът му и се парализира дясната му ръка. Художникът умира няколко месеца по-късно, на 17 февруари 1854 г. По онова време триптихът е изложен в Нюкасъл, а след това и в Лондон, където привлича огромни тълпи.
Томас Маклийн прави гравюра на триптиха през 1854 г. Въпреки приемането на картините от широката публика те са отхвърлени от Кралската академия като вулгарни. Картината е закупена за музея „Тейт Британия“ от Робърт Франк през 1945 г.